# Adel Hekal
Adel Hekal, arabul: محمد أحمد عادل هيكل (Kairó, 1934. március 23. – Kairó, 2018. szeptember 22.) válogatott egyiptomi labdarúgó, kapus.

## Pályafutása
1955 és 1965 között az el-Ahlí labdarúgója volt. Tagja volt az 1959-es afrikai nemzetek kupája győztes egyiptomi válogatottnak. Részt vett az 1960-as római olimpián.

## Sikerei, díjai
Egyiptom
- Afrikai nemzetek kupája
  - győztes: 1959